# Kazuo Hatoyama
Pour les articles homonymes, voir Kazuo et Hatoyama.
Kazuo Hatoyama (鳩山 和夫, Hatoyama Kazuo, Edo, 6 mai 1856 - Tōkyō, 3 octobre 1911), est l'héritier d'une lignée de samouraï, un avocat, un universitaire et un homme politique japonais de l'ère Meiji. Quatrième président de la Chambre des représentants du Japon, la chambre basse de la Diète impériale, du 25 décembre 1896 au 25 décembre 1897, il est à l'origine d'une dynastie politique, celle des Hatoyama, qui est restée jusqu'à nos jours sur le devant de la scène politique de l'archipel nippon au point d'être régulièrement comparée à la famille Kennedy,, et est ainsi le père et l'arrière-grand-père de deux premiers ministres.

## La dernière génération de samouraï
Durant l'époque d'Edo, les Hatoyama sont des samouraï dépendants du clan Miura (三浦家, Miura-ke) dont le chef est daimyō du domaine de Katsuyama (勝山藩, Katsuyama-han) dans la province de Mimasaka (correspondant plus ou moins à la ville actuelle de Maniwa dans la préfecture d'Okayama, il s'agit d'un domaine aux dimensions modestes puisque son seigneur ne disposait que d'un revenu annuel en riz, ou horoku, de 23 000 koku quand les plus grands fiefs rapportaient à leur maître plus de 300 000 koku). Les Hatoyama sont tout particulièrement Ōrusui-yaku (大留守居役), c'est-à-dire les gardiens de la résidence des seigneurs Miura à Edo en leur absence et donc leurs représentants auprès des autorités du bakufu des Tokugawa durant cette période.
Kazuo Hatoyama est lui-même né à Edo, quatrième fils sur cinq du dernier Ōrusui-yaku du clan Miura avant que cette charge ne soit abolie par la révolution Meiji, Hirofusa Hatoyama (鳩山博房, Hatoyama Hirofusa, né au sein de la famille mineure des Ogawa mais adopté par les Hatoyama), et de Kikuko Miura (三浦親王妃, Miura Kikuko), issue d'une branche cadette du clan des seigneurs Miura. Kazuo, portant pendant son enfance le nom de Tatsunosuke, devait lui-même initialement être adopté dans la famille Miura, jusqu'au décès de son frère aîné Jutarō, que Hirofusa avait prévu de faire son héritier, en 1868 à 14 ans. Kazuo assure la survie et la réussite de la famille Hatoyama dans la nouvelle élite de l'ère Meiji par son éducation : après avoir reçu une formation classique au sein de l'école privée traditionnelle de littérature chinoise Académie Kaiho (解放塾, Kaiho juku), il est sélectionné par le gouvernement comme l'un des rares étudiants admis pour étudier à l'Université de l'école du sud (大学南校, Daigaku Nankō, créée en 1870 et ancêtre de l'université de Tokyo mise en place sept ans plus tard), alors qu'il n'a pas encore totalement l'âge requis (14 ans quand l'âge minimum fixé par l'administration est de 15) et qu'il n'est prévu que le domaine de Katsuyama auquel il est encore rattaché n'envoie qu'un seul candidat dans cet établissement (comme tous les petits domaines d'un revenu de moins de 100 000 koku). Les élèves étant répartis en quinze classes de niveau, Kazuo est inscrit initialement en avril 1871 dans la plus faible (la classe 15) puis intègre dès l'année suivante la plus forte (la classe 1). Premier d'un examen organisé en 1875 pour envoyer 11 étudiants poursuivre leur cursus en Occident, il part aux États-Unis tout d'abord à l'université Columbia à New York où il obtient son baccalauréat en arts (B.A.) en mai 1877, puis à l'université Yale de New Haven où il reçoit sa maîtrise en arts (M.A.) en juin 1878 et finalement son doctorat en droit (LL.D.) en juillet 1880, avec les meilleurs résultats de sa promotion et une spécialité en droit comparatif et en droit romain, sa thèse portant sur « Une comparaison des systèmes familiaux entre le Japon et Rome ». Invité vingt ans plus tard, en octobre 1901, aux commémorations du bicentenaire de Yale, il est fait à cette occasion docteur honoris causa.

## Une carrière multiple et brillante

### Avocat et universitaire vite réputé
À son retour au Japon, il apprend la mort de son père, survenue trois ans plus tôt, et devient donc abruptement le nouveau chef de la famille Hatoyama. Il intègre l'université impériale de Tokyo en tant que chargé de cours de droit international et romain. Renvoyé sur pression du gouvernement pour avoir, dans un discours, critiqué le système éducatif japonais, il passe l'examen du barreau en 1881 pour ouvrir son cabinet d'avocat sur le modèle occidental, le premier de ce type au Japon. En mars 1882, à seulement 25 ans, il est élu une première fois à la tête du syndicat des avocats de Tōkyō et devient rapidement réputé. Il épouse en novembre de la même année Haruko Taga (多賀春子, Taga Haruko, 1861-1938), tout comme lui fille d'un ancien samouraï, Tsutomu Watanabe (qui a changé son nom en Taga après son opposition au bakufu des Tokugawa), qui était également Ōrusui-yaku mais pour le puissant clan Matsudaira (qui dirige le domaine de Matsumoto dans la province de Shinano et actuelle préfecture de Nagano) avant de devenir haut fonctionnaire au service du gouvernement lors des premières années de l'ère Meiji. Et comme son futur époux, Haruko a reçu une éducation brillante, tant traditionnelle (littérature chinoise) que moderne (occidentalisée, notamment par l'apprentissage de l'anglais) et exceptionnelle pour une femme à cette époque. Impliquée ensuite dans l'enseignement, elle fonde avec d'autres éducateurs (dont le poète en style chinois et homme d'affaires Kyūichirō Nagai, père de l'écrivain Kafū Nagai, ou Seiichi Tejima) l'université pour femmes Kyōritsu en 1886.
Kazuo Hatoyama mène de front quatre carrières brillantes : celles d'avocat depuis 1881, d'homme politique après sa première élection à l'Assemblée urbaine de Tōkyō en février 1882 (il s'y fait remarquer pour avoir rapidement rédigé une série de lois locales de 225 articles basées sur les procédures parlementaires britanniques et américaines et qui vont par la suite servir de modèle pour d'autres assemblées préfectorales ; il est plus tard président de l'assemblée, par intérim en juillet 1882 où il réussit avec succès à ramener l'ordre lors d'une séance très mouvementée, puis titulaire en 1884), d'universitaire de nouveau à l'université impériale de Tokyo de 1884 à 1886 puis de 1887 à 1890 à la suite de l'insistance du ministère de l'Éducation (il est d'ailleurs doyen de la faculté de droit à partir de 1887), et de conseiller des ministres des Affaires étrangères Kaoru Inoue (1885-1887), Hirobumi Itō (1887-1888) et Shigenobu Ōkuma (1888-1889). S'étant lié à ce dernier, il est ensuite nommé par lui principal de la Tokyo Senmon Gakko (rebaptisée, sous sa direction, université Waseda en 1902 et fondée par Ōkuma en 1882), poste qu'il occupe de 1890 à 1907. Il en fait l'un des deux grands établissement supérieurs privés du pays, en concurrence avec l'université Keiō, et développe l'esprit libéral de son mode de fonctionnement et d'enseignement. Durant son passage à la tête de l'université, il fait ainsi passer son nombre d'étudiants de 600 en 1890 à 3 000 en 1902 et finalement 6 000 en 1907. Le poste de principal est supprimé par la suite.

### Un homme politique libéral
Candidat comme indépendant lors des premières élections législatives à la Chambre des représentants créée par la constitution de 1889, il ne fait pas campagne (son nom ayant été avancé par certains de ses partisans et amis du monde politique dont Ōkuma) et ses partisans subissent d'importantes pressions de la part des partis gouvernementaux. Il est alors battu de 15 voix. Lors des élections suivantes en 1892, il est cette fois élu dans le 9e district électoral de Tōkyō (qui comprend les trois anciens arrondissements de Koishikawa, aujourd'hui partie de Bunkyō, Ushigome et Yotsuya, de nos jours inclus dans Shinjuku). Il est par la suite réélu huit fois (pour le 9e district de la capitale jusqu'en 1902 puis, après une réforme de la carte législative, pour l'unique circonscription urbaine, réunissant les villes et arrondissements spéciaux, de Tōkyō, au scrutin majoritaire plurinominal) et reste membre de la chambre basse de la Diète jusqu'à son décès en 1911. Il en est son 4e président du 25 décembre 1896 au 25 décembre 1897 sous les couleurs du Parti progressiste. Il est ensuite vice-ministre des Affaires étrangères dans le premier gouvernement à avoir été formé en fonction de la majorité à la Diète et dirigé par Shigenobu Ōkuma (qui est également ministre des Affaires étrangères), de septembre au 20 novembre 1898. La division de la majorité au sujet du remplacement de certains portefeuilles importants, dont celui de la diplomatie auquel Kazuo Hatoyama était lui-même pressenti, provoque la chute rapide de ce gouvernement. Bien que n'ayant pas obtenu de poste au sein du Cabinet, il acquiert une certaine notoriété et reconnaissance internationale : décoré par l'empereur de Chine Guangxu en septembre 1899, il est reçu avec son épouse Haruko à la Maison-Blanche à Washington par le couple présidentiel américain Theodore et Edith Roosevelt en 1901.
Politiquement libéral modéré, admirateur de l'Occident et proche de Shigenobu Ōkuma dont il restera jusqu'au bout l'un de ses plus fidèles compagnons, Kazuo Hatoyama est un partisan du renforcement du poids du parlement et plus particulièrement de la Chambre des représentants et d'un système démocratique proche de celui du Royaume-Uni, et il se montre hostile au hambatsu ou partage tacite des principales responsabilités militaires et civiles entre les héritiers des deux anciens grands domaines féodaux rivaux de Chōshū et de Satsuma durant l'ère Meiji. Il est d'ailleurs membres de tous les partis fondés successivement par Ōkuma : le Parti de la réforme constitutionnelle (立憲改進党, Rikken Kaishintō, 1892-1896), le Parti progressiste (進歩党, Shinpotō, 1896-1898), le Parti constitutionnel (憲政党, Kenseitō, juin-octobre 1898), parti dont il est l'un des principaux artisans, ayant mené les négociations avec le Parti libéral constitutionnel dans le but de fédérer tous les mouvements libéraux et constitutionnalistes du Japon à l'époque, et le Vrai parti constitutionnel (憲政本党, Kensei Hontō, 1898-1907). Après le retrait de son ami de la vie politique en 1907, il rejoint finalement, dès janvier 1908, l'autre grand parti constitutionnel mais plus conservateur (et fondé en 1900 par l'ancien éternel rival d'Ōkuma devenu à la fin son allié, Hirobumi Itō), la Fraternité du gouvernement constitutionnel (立憲政友会, Rikken Seiyūkai). De retour dans la majorité, il est successivement chef du groupe du Rikken Seiyūkai à la Chambre des représentants, président de la première section du conseil de recherche politique du parti, chargé des affaires étrangères, de la justice et de l'éducation, président de la commission du budget de la chambre basse puis de celle de révision des lois commerciales.
Il cumule son mandat de député avec celui de conseiller municipal de la ville de Tōkyō à partir de 1908, et est élu bâtonnier du barreau de la capitale en 1910 pour la seconde fois de sa vie. Ayant développé un cancer de l'œsophage puis ayant contracté la malaria en juin 1911, il décède relativement jeune, à 55 ans, le 3 octobre 1911. Ses trois enfants seront liés à un moment ou un autre à la politique : sa fille aînée Kazuko, née hors mariage mais reconnue, a épousé Suzuki Kisaburō (鈴木 喜三郎, 1867-1940) qui fut président du Rikken Seiyūkai de 1932 à 1937, ministre de la Justice en 1924 et de 1931 à 1932 et de l'Intérieur de 1927 à 1928 et en 1932 ; ses deux fils Ichirō et Hideo seront tous deux députés, même si la carrière du premier sera la plus importante dans ce domaine puisque, élu à la chambre dès 1915 et cela jusqu'en 1946 puis de nouveau de 1952 à sa mort en 1959, il finira par être Premier ministre de 1954 à 1956. L'arrière-petit-fils de Kazuo Hatoyama, et petit-fils d'Ichirō, Yukio, est le 60e Premier ministre du Japon du 16 septembre 2009 au 4 juin 2010.